# William Gaines
Pour les articles homonymes, voir Gaines.
William Gaines (né le 1er mars 1922 et mort le 3 juin 1992) est un éditeur et scénariste de comics américain. Il reprit EC Comics après la mort de son père.

## Biographie

### La jeunesse
William Gaines, connu aussi sous le nom de Bill Gaines, naît le 1er mars 1922 à New York dans le quartier de Brooklyn. Son père Max Gaines est le créateur du comic book, le fondateur de la maison d'édition All-American Publications qui a publié les premières histoires de Green Lantern, Flash, Wonder Woman et qui a été racheté par DC Comics en 1944. Avec le produit de cette cession, Max Gaines fonde une nouvelle société :  Educational Comics, abrégée en EC Comics, qui publie des comics religieux, pédagogiques ou humoristiques pour les plus jeunes. Ces comics se vendent mal et la société est déficitaire. En 1947, Max Gaines meurt dans un accident de bateau et William Gaines hérite de la maison d'édition. William Gaines a suivi des études de chimiste mais ses résultats étaient si mauvais que la troisième année d'études, il a été renvoyé du Polytechnic Institute de Brookklyn. Pendant la seconde guerre mondiale, il est incorporé dans l'armée de l'air. Une fois libéré, il épouse une de ses cousines, Hazel Grieb, et suit des études pour être enseignant . Lors de la mort de son père, il est prêt à suivre cette voie mais sa mère, Jessie, le convainc de prendre la suite de son père et de devenir éditeur de comics alors qu'il n'a aucune expérience dans ce domaine,.

### Éditeur d'EC Comics
Les débuts de Gaines à la tête d'EC Comics sont difficiles et la société, déjà endettée de 10 000 dollars, continue à perdre de l'argent. Heureusement, Bill Gaines fait une rencontre décisive en 1948 lorsqu'il est présenté à Al Feldstein, alors jeune dessinateur de 22 ans. Tous deux s'entendent très bien et Feldstein convainc facilement Bill Gaines d'infléchir la politique éditoriale de l'entreprise pour toucher le public adolescent. EC continue de réaliser des comics éducatifs ou religieux à la demande d'organisations qui se chargent ensuite de les distribuer et c'est ainsi qu'en 1949 William Gaines engage le jeune Harvey Kurtzman pour dessiner un comics éducatif, Lucky Fights It Through, sur les dangers des maladies vénériennes. Toutefois, cela n'est plus la priorité et grâce à ce changement EC Comics atteint enfin l'équilibre financier.
Les différents genres de comics édités par EC sont ceux à la mode (western, romance, policier) mais Gaines et Feldstein travaillent à ceux-ci sans enthousiasme. Comme l'un et l'autre apprécient les récits radiophoniques et les romans d'horreur, Gaines décide en accord avec Feldstein de produire des histoires de ce genre. Le succès est au rendez-vous et les comics d'EC, The Vault of Horror, Tales from the Crypt et The Haunt of Fear, sont les précurseurs du genre qui fait florès ensuite.
Le succès d'EC Comics dure jusqu'en 1954. Entre-temps, William Gaines aura édité, à côté des comics d'horreurs, des comics de science-fiction, des comics policiers, tous dirigés par Al Feldstein, des comics d'aventure et de guerre en mettant Harvey Kurtzman à la tête de ceux-ci. Il s'essaie même à l'humour en lançant Mad, dont le rédacteur en chef est aussi Kurtzman. Le succès de ce titre l'incite d'ailleurs à décider la création d'un second comics parodique, cette fois édité par Al Feldstein.

### La fin d'EC Comics
En 1954, les comics sont mis sur la sellette par des associations de parents, des associations religieuses et sont considérés comme cause de la montée de la délinquance et du pervertissement de la jeunesse. EC, avec ses comics d'horreur, est particulièrement visé. Pour répondre aux inquiétudes parentales, une commission sénatoriale est instituée par le gouvernement afin de juger de la réelle dangerosité des comics. Bill Gaines demande à témoigner devant ce comité afin de défendre les comics. À l'époque, il prend de la Dexedrine de manière habituelle, mais le jour de son témoignage, il est épuisé d'une nuit à préparer son allocution et ceux qui l'entourent le convainquent de ne pas prendre ce psychotrope. Sa prestation est catastrophique et il ne parvient pas à prouver que les accusations portées sont sans fondement ou procèdent d'une mauvaise lecture des histoires. Lors de cette audition, il tente de défendre une couverture montrant une tête de femme décapitée et tenue par les cheveux. À la question de savoir s'il jugeait ce dessin de mauvais goût, Gaines répond qu'à son avis le dessin est de bon goût. Ce plaidoyer est repris dans la presse afin de montrer que Gaines est un individu cynique. Pour parer le risque de la mise en place d'un  organe officiel de censure, Bill Gaines propose alors aux autres éditeurs de se réunir afin de financer une étude indépendante portant sur les comics. Malheureusement, les autres éditeurs préfèrent créer un organisme, la Comics Code Authority, chargé de vérifier que les éditeurs adhérents respectent un cahier des charges listant tout ce qui est interdit dans un comics. Dans un premier temps, Gaines refuse de participer, mais sans le sceau du Comics Code, ses comics sont rejetés par les kiosquiers. Il est donc contraint d'abandonner toutes les séries d'horreur et lance de nouvelles séries d'aventure. L'échec est patent et en 1955, Gaines décide d'arrêter la production de comics. Seul Mad, passé au format magazine, continue et permet la sauvegarde de l'entreprise. Après avoir renvoyé Harvey Kurtzman de la direction de Mad, Gaines engage Al Feldstein, qui s'était retrouvé au chômage à l'arrêt de séries.

## Distinctions
- 1990 : Prix Inkpot
- 1993 : Temple de la renommée Will Eisner (à titre posthume)
- 1997 : Temple de la renommée Jack Kirby (à titre posthume)
- 2012 : Temple de la renommée des prix Ghastly (à titre posthume)